# جیگی دیارا
جیگی دیارا (انگلیسی: Djigui Diarra؛ زادهٔ ۲۷ فوریهٔ ۱۹۹۵) بازیکن فوتبال اهل مالی است.
از باشگاه‌هایی که در آن بازی کرده‌است می‌توان به اشاره کرد.
وی همچنین در تیم‌های ملی فوتبال زیر ۲۰ سال و زیر ۲۳ سال و بزرگسالان مالی بازی کرده‌است.